# 橋本梨菜
橋本 梨菜（はしもと りな、1993年（平成5年）9月13日 - ）は、日本のグラビアアイドル、タレント、YouTuber。女性アイドルグループ「sherbet」のメンバー。
大阪府枚方市出身。リップ所属。

## 経歴
7歳の時に地元・枚方市で行われていた「枚方こどもミュージカル」に出演。小学3年生の頃に、大阪近鉄バファローズ（現・オリックス・バファローズ）ファンの父に推されて近鉄のファンクラブのCM出演者オーディションを受けて合格。その頃から事務所に入り子役として芸能活動を開始し、2008年に大阪でアイドルユニット「SKETCH」を結成するが、2014年には解散する。その後はグラビアを薦められて気が乗らずにいたが、追手門学院大学（経済学部）在学中だった2014年、『汐留グラビア甲子園2014』にて準グランプリを獲得する。

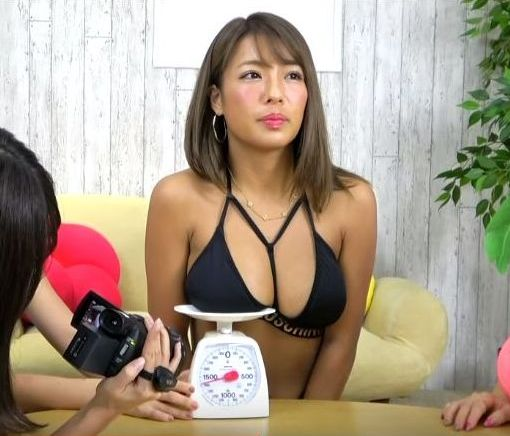
シャベチャン【sherbetchannel】での橋本梨菜（2019年撮影）

2015年、汐留グラビア甲子園2014での副賞である自身初のDVD作品『フェアリーナ』がイーネット・フロンティアより発売される。同年、『ミルキー・グラマー』が竹書房より、『恋して、りーりー』がラインコミュニケーションズより発売される。同年8月、青山ひかる、当時同じ事務所に所属していた犬童美乃梨らとアイドルユニット「sherbet」を結成。
2017年、ファースト写真集『RINA×BLACK』が発売される。
2020年7月3日、YouTubeチャンネル「橋本梨菜の『橋本ちゃんねる』」開設。
2020年、『はぐれアイドル地獄変』の南風原海空役で映画初主演。
2022年9月、YouTubeチャンネル「橋本梨菜の『橋本ちゃんねる』」の登録者数が10万人を突破。
2024年9月14日には、『TREND GIRLS 撮影会 2024』内のTREND GIRLSファッションショーに参加し、MCを務めた。
2025年3月20日にグラビア10周年記念トークイベントを開催。
同年6月13日には豊洲PIT『TREND GIRLS FESTIVAL』内で行われたドレスメーカー「Tika」ファッションショーに出演。

## 人物
趣味は、旅行、焼肉を食べること（特にカルビ）。特技は、日焼け、闇に紛れる。
虫、くさい人が苦手。
3人兄弟の中間子（兄と弟がいる）。
これまで胸の重さが、右胸が約1.1キロ、左胸が約1.4キロとしていたが、自身のYouTubeチャンネルで再計測し
、両胸850グラムという結果に橋本は納得せずこれを否定している。
日焼けした健康的な肌で水着姿を披露しており、通称「日本一黒いグラドル」・「なにわのブラックダイヤモンド」として人気グラビアアイドルの仲間入りを果たしている。また、水着跡が残るように日焼けをして日焼けをキープするようにしているが、日焼けサロンには行かないと決めている。
森咲智美とは、2018年春まで同居していた。同居していた約2年間、ほとんどしゃべった事はなかった。
旅行が好きで、グラビアアイドルになれば、撮影で色々な所に行けると思ったのが仕事を始めた動機の一つでもあった。
2020年9月27日、YouTube「橋本梨菜の『橋本ちゃんねる』」に投稿した動画にて、Wikipediaに掲載されている情報の補足や検証等を行った。
新型コロナウイルス感染症による自粛期間中、特徴的な日焼けした肌が白くなり、ハンモックを購入し自宅のベランダで日焼けをしていた。
これまで「日本一黒いグラビアアイドル」と名乗っていたが、1年中日焼けし続けるのが辛くなりコロナ禍で日焼けが出来なかったときに「めっちゃ黒い必要ってないかもな」と思い、「日本一黒いグラビアアイドル」からの方針転換を明らかにし2024年12月の写真集発売イベントにて「もう“日本一黒い（グラビアアイドル）”はなしで大丈夫です（笑）。“日本一黒かった”で（笑）」と「日本一黒いグラビアアイドル」から卒業した。
昔から好きな女優として長澤まさみを挙げている。

## 作品

### イメージビデオ
※太字タイトルはBD版併売
- フェアリーナ（2015年3月20日、イーネット・フロンティア）[31]
- ミルキー・グラマー（2015年6月19日、竹書房）[32]
- 恋して、りーりー（2015年10月20日、ラインコミュニケーションズ）[33][34]
- りな恋（2016年1月22日、イーネット・フロンティア）[35]
- 隣のりーりー（2016年6月22日、ラインコミュニケーションズ）[36][37]
- りなフェチ（2016年10月21日、竹書房）[38]
- 恋は小麦色（2017年2月20日、ラインコミュニケーションズ）[39][40]
- RINA sunshine（2017年6月22日、イーネット・フロンティア）[41][42]
- LOCO×RINA（2017年10月25日、ワニブックス）
- こんがり〜な（2018年2月23日、竹書房）[43]
- フラリ〜ナ（2018年5月20日、ラインコミュニケーションズ）[44][45]
- RINA PARADISE（2019年1月24日、イーネット・フロンティア）[46]
- LoveRina（2019年4月26日、エスデジタル）[47][48]
- 脱ぎたリナいっ!（2019年11月1日、光文社）
- Rina Mahalo（2020年3月20日、ラインコミュニケーションズ）[49][50]
- りなと日焼け（2020年8月21日、竹書房）[51]
- リナに気付いてっ!（2020年12月20日、ラインコミュニケーションズ）[52][53]
- カフェオレ（2021年7月21日、竹書房）[54]
- わがままブラック（2021年10月26日、エアーコントロール）[55]
- マブいぜ ブラックHR（2022年3月22日、エアーコントロール）[56]
- りーりーの季節（2022年7月27日、スパイスビジュアル）[57]
- サバイバル with りな（2022年10月25日、エアーコントロール）[58]
- チョコより甘くて苦い（2023年2月24日、竹書房）[59]
- ブラックダイヤモンドダスト（2023年6月27日、エアーコントロール）[60]
- すべては【黒】から始まって（2023年12月26日、エアーコントロール）[61]
- 橋本梨菜、逃走中（2024年4月23日、エアーコントロール）[62]
- SUNNY（2025年6月20日、竹書房）[63]

### VR
- 橋本梨菜、此処に居ます。（2019年3月15日、ファンタスティカ）
- 同棲中の彼女橋本梨菜と旅行気分、そういう世界。（2019年3月22日、ファンタスティカ）[64]
- 褐色肌のグラビアアイドル橋本梨菜と運動したりお風呂に入ったりする幸せな日常、そんな世界。（2019年4月5日、ファンタスティカ）[64]

### 写真集
- RINA×BLACK（2017年10月3日、ワニブックス、撮影：唐木貴央）ISBN 978-4-8470-4945-3[16]
- リップガールズ G乳乱舞 SPECIAL EDITION（2018年8月31日、講談社）[65]
  - 森咲智美、橋本梨菜、犬童美乃梨、葉月あや、☆HOSHINOによる写真集。デジタル版は2018年3月に先行発売。撮影は西條彰仁、佐藤裕之、LUCKMAN、佐藤佑一。
- RIRIKOI（2018年9月24日、ワニブックス、撮影：LUCKMAN）ISBN 978-4-8470-8145-3
- LOVE=CONTRAST（2019年8月30日、秋田書店、撮影：藤本和典）ISBN 978-4-253-11088-4
- MISORAーはぐれアイドル地獄変ー（2020年9月12日、マイシアターD.D.）[66][67]
- MISORAーはぐれアイドル沖縄変ー（2020年9月12日、マイシアターD.D.）[66][68]
- 黒蜜（2020年11月25日、ワニブックス、撮影：西田幸樹）ISBN 978-4-8470-8331-0
- greendays（2024年12月15日）

## 出演

### テレビドラマ
- Chef〜三ツ星の給食〜（2016年10月 - 12月、フジテレビ）
- 〜元気の出るごはん〜タチ喰い! 第3話（2019年3月26日（25日深夜）、テレビ東京） - 主演[69]
- 癒されたい男 第5話（2019年5月9日（8日深夜）、テレビ東京） - 渋谷ナウ子 役[70]
- 晩酌の流儀 第2話（2022年7月9日（8日深夜）、テレビ東京） - レイナ 役[71]
- 警視庁・捜査一課長スペシャル9（2023年4月4日、テレビ朝日） - 森杉照奈 役
- グラぱらっ!（2025年7月7日〈6日深夜〉 - 、朝日放送テレビ） - 椎名あゆ 役[72]

### 映画
- はぐれアイドル地獄変（2020年9月12日公開、セディック・ドゥ） - 主演・南風原海空 役[17][66]

### 舞台
- 舞台「アキバ冥途戦争 ～浪速喰い倒れ狂騒曲～」（2023年） - しぃぽん 役[73]

### ラジオ番組
- sherbet flavor（2016年10月2日 - 2017年3月26日、FM-FUJI）
- よゐこ有野のノーギャラジオ（2022年3月12日、MBSラジオ）[74]
- しずる村上のWALK THIS 麺（2025年3月2日、AuDee）[75]
- TREND WAVE（2025年3月2日 - 、FM FUJI）[76]

### テレビ番組
- 魁!音楽番付 Eight（2012年5月23日、フジテレビ）
- ランク王国（2016年2月20日、TBSテレビ）
- お願い!ランキング（2017年1月19日、テレビ朝日）
- ゴッドタン（2017年7月22日、テレビ東京）
- 村上マヨネーズのツッコませて頂きます!（2018年2月22日、関西テレビ）
- タモリ倶楽部（2018年9月1日、テレビ朝日）
- ゲンバの声がある（2019年2月10日、テレビ朝日）
- 水曜日のダウンタウン（2019年5月29日、TBS）
- グラパー!ボクとおやすみ前のグラドルたち（2020年9月11日 - 12月11日、BSスカパー!） - MC[77]
- グラドル向上委員会（仮）（2021年2月16日 - 2022年3月21日、BSスカパー!） - MC
- 競輪LIVE!チャリロトよしもと（2022年3月 - 2024年10月15日、BSよしもと） - 隔週火曜→隔週木曜→隔週月曜→隔週金曜→隔週火曜レギュラー
- 千鳥の鬼レンチャン（2024年6月11日、フジテレビ）
- 突然ですが占ってもいいですか?（2024年9月10日、フジテレビ）
- 相席食堂（2024年12月24日、ABCテレビ）

### CM
- パチンコ&スロット キコーナ（2017年 - ）[78]
- 777Real

### ウェブテレビ
- 矢口真里の火曜The NIGHT〜ちょっと過激な深夜の夏祭りSP（2017年8月16日、AbemaTV）[79]
- ネットで噂のヤバイニュース超真相（2020年4月 - 9月、Amazonプライムビデオ 他）[80]
- ほんトカナ!?ケンドーコバヤシの絶対に観ないほうがいいテレビ!（2020年12月2日 - 、Amazonプライムビデオ 他）[81]
- シモネタGP（2021年9月10日 - 10月1日、ABEMA） - アシスタント
- チャンスの時間（2024年8月27日、ABEMA）
- 波乗りSHOWタイム（2024年9月7日、ABEMA）

### ゲーム
- 龍が如く 極2（2017年12月7日、セガゲームス） - グラビア撮影スタジオモデル・橋本梨菜 役[82]

### 動画
1. ↑  “【最新】真夏の橋本梨菜のスリーサイズを抜き打ちでチェックしてみた！【2023年】”. YouTube 橋本梨菜の『橋本ちゃんねる』 (2023年8月12日). 2023年9月12日閲覧。
2. 1 2 3 4 5 6 7  “ウエスト、バスト、ヒップのサイズ、胸の重さを測ってみた！”. YouTube 橋本梨菜の『橋本ちゃんねる』 (2020年9月27日). 2020年10月3日閲覧。
3. ↑  “橋本梨菜の橋本ちゃんねる　START！「本音で行きます♪」”. YouTube 橋本梨菜の『橋本ちゃんねる』. (2020年7月3日) 2020年10月3日閲覧。
4. ↑  “日本一黒いグラドル誕生のきっかけは? ぶるぺん”. GYAO!.  Yahoo! JAPAN. 2018年4月4日時点のオリジナルよりアーカイブ。2016年10月9日閲覧。